# Ruwenzori
Il Ruwenzori (geograficamente Montagne del Ruwenzori; in italiano chiamato anche Ruvenzori), in lingua locale Rwenzori oppure Rwenjura, è un gruppo montuoso dell'Africa centrale, posizionato al confine tra Uganda e Repubblica Democratica del Congo.
La massima elevazione del Ruwenzori si trova sul Monte Stanley con la Cima Margherita, 5.109 metri, in onore della regina Margherita di Savoia, madre del re Vittorio Emanuele III, chiamata così nel 1906, anno della prima ascensione del monte da parte del Duca degli Abruzzi; quasi tutto il gruppo è perennemente innevato e frequentemente nascosto dalle nuvole; in Africa le uniche altre cime sempre innevate si trovano sul monte Kilimangiaro (5895 m) e sul monte Kenya (5.199 m).
Conosciute anche con l'antico nome di Montagne della Luna, da uno scritto del geografo greco Tolomeo (II sec. d.C.), che le considerava, non del tutto a torto, le sorgenti del Nilo, il gruppo montuoso è risorsa perenne di acque, fondamentale nel complesso sistema idrografico del Nilo Bianco. L'intero gruppo e le aree circostanti sono stati costituiti in parco nazionale (99.600 ettari) e sono patrimonio mondiale dell'umanità.

## Geografia

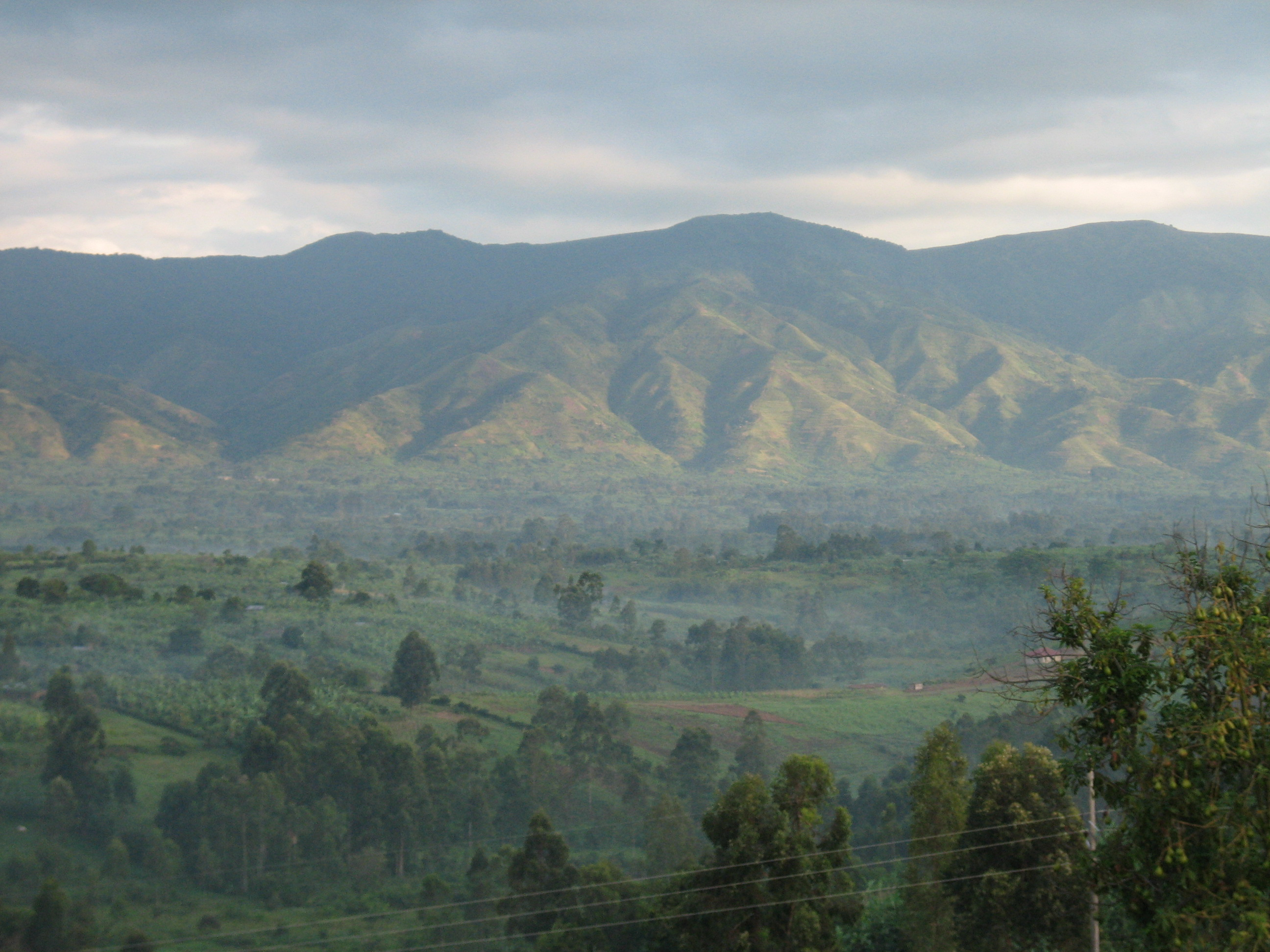
Il gruppo del Ruwenzori visto da Fort Portal

Il gruppo montuoso è lungo 120 km e largo 65 km, e consiste di sei massicci intitolati ai suoi scopritori, tutti terminanti sopra i 4.500 metri, separati da profonde gole: il Monte Baker 4844 m, il Monte Emin 4798 m, il Monte Gessi 4715 m, il Monte Luigi di Savoia 4627 m, il Monte Speke 4890 m, e il Monte Stanley 5109 m. Quest'ultimo è il più grande e comprende una serie di cime, la più alta delle quali è la Cima Margherita. Il gruppo ha 43 ghiacciai distribuiti su 6 montagne, che coprono un'area di 5 km², e costituiscono circa la metà dei ghiacciai presenti in Africa.
Le montagne si trovano in un'area estremamente umida, e sono avvolte dalla nebbia per la maggior parte dell'anno.

### Geologia
Le montagne fanno parte del sistema geologico della Rift Valley, e si sono formate come conseguenza della spinta verso l'alto che le placche tettoniche esercitano sulla superficie terrestre. In massima parte sono costituite da rocce precambriane; le montagne più settentrionali contengono suoli più fertili di origine vulcanica.

### Flora e fauna

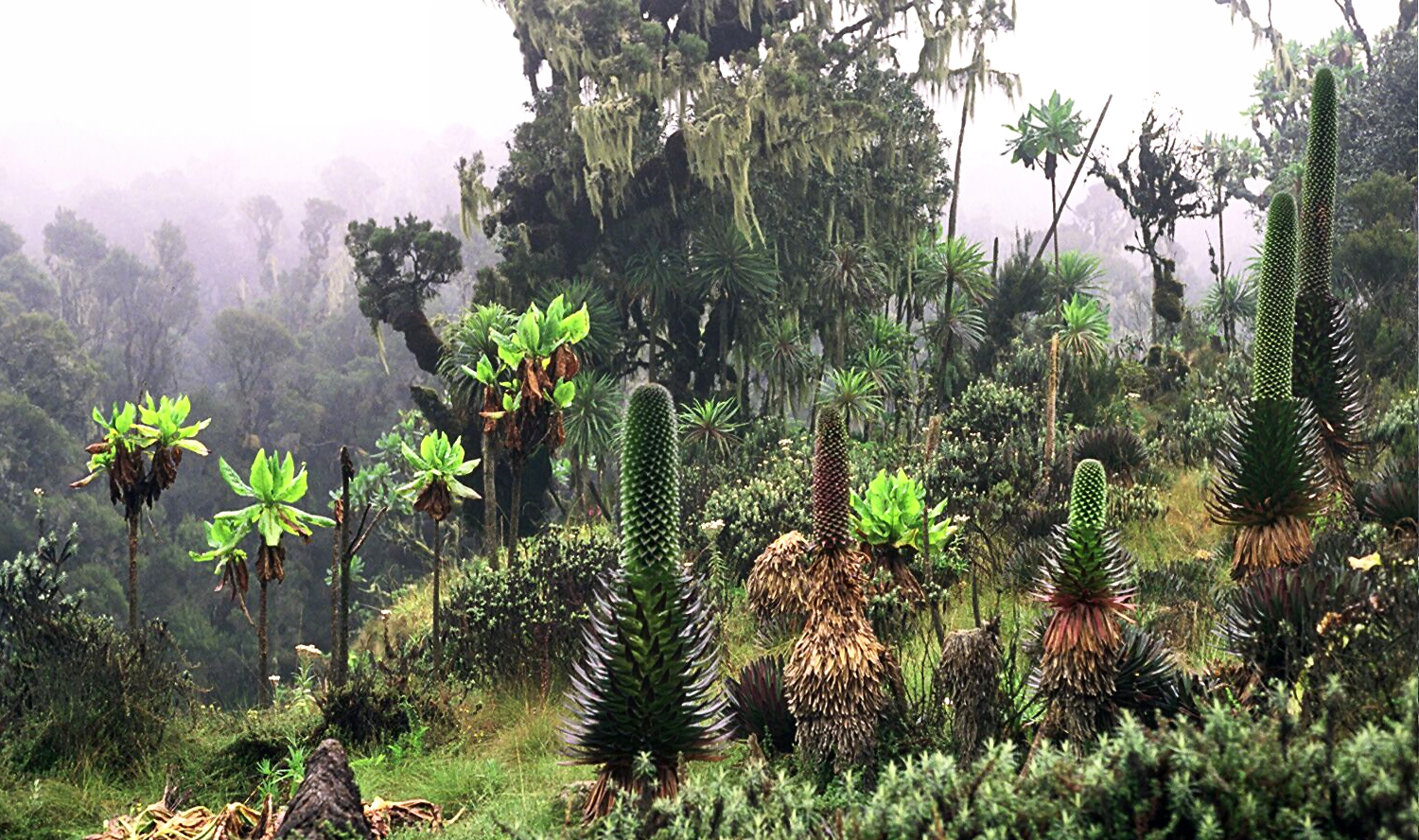
Flora del parco nazionale del Ruwenzori

La flora è suddivisa tra cinque aree distinte dall'altitudine: il Ruwenzori ospita la flora più ricca e più rara dell'intera Africa, nel settore tra il
limite delle nevi ed i 3.500 metri. Inoltre il parco dà rifugio a ben 217 specie di uccelli, nonché a grossi mammiferi a rischio di scomparsa, come l'elefante della foresta e a diverse specie di primati.

## Esplorazioni
Il primo europeo che avvistò e descrisse in tempi moderni (1875) il Ruwenzori fu l'esploratore italiano Romolo Gessi nella spedizione al lago Alberto condotta con Carlo Piaggia; mentre il primo a visitare la zona fu Henry Morton Stanley durante una spedizione scarsamente attrezzata del 1889; la prima ascensione del gruppo fu eseguita dalla spedizione scientifica italiana del Duca degli Abruzzi, Luigi Amedeo di Savoia-Aosta, nel 1906.

### Spedizione Duca degli Abruzzi (1906)

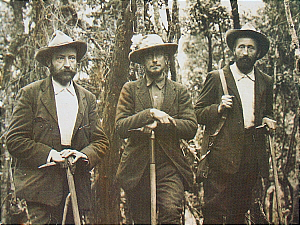
Il duca degli Abruzzi con le guide di Courmayeur Ollier e Petigax nella spedizione al Ruwenzori

Partita da Napoli il 16 aprile, con un nutrito gruppo di tecnici - geologi, botanici, fotografi, geografi, zoologi, e guide alpine di Courmayeur- il 3 maggio raggiunse Mombasa; per ferrovia quindi a Port Florence sul lago Vittoria, infine per battello ad Entebbe. Da qui il 15 la colonna di portatori arrivò a Fort Portal il giorno 29. Il 1º giugno iniziò la salita tra le foreste verso il campo base a 3798 metri di Bujungolo.

#### La prima ascensione
Terminato il campo base, il duca degli Abruzzi con le guide alpine e pochi portatori scelti salirono lungo i bordi del ghiacciaio Mobuku piantando una tenda al campo 1, a 4349 metri, in clima alpino e nebbioso. Ci resteranno per la notte solo il duca, Joseph Petigax, Ollier e Brocherel. Alle nove del giorno successivo la spedizione compì la prima ascensione del Ruwenzori, nella nebbia, al picco Edoardo, a 4873 metri.

#### La salita alla cima più alta

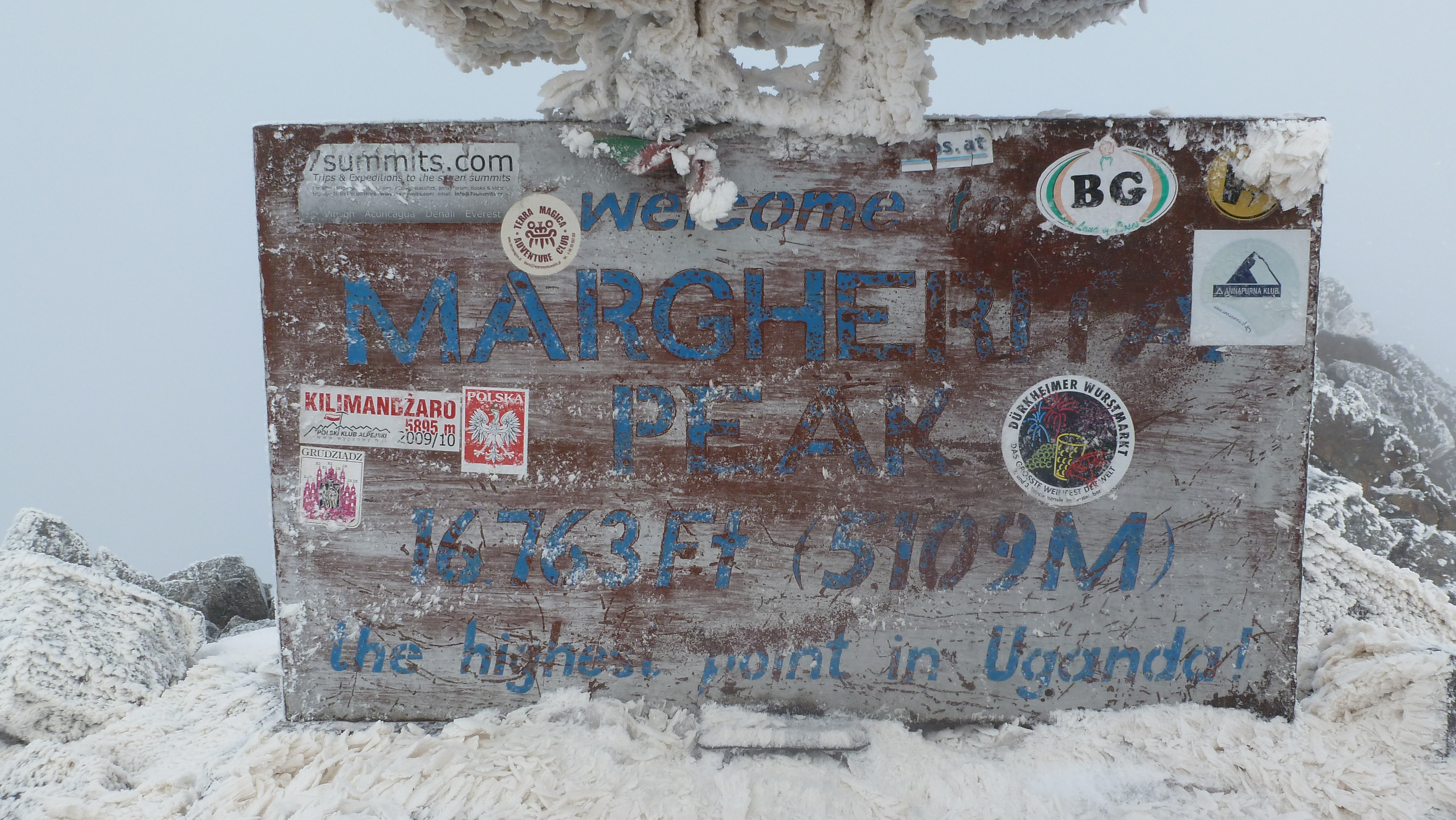
Targa sulla cima Margherita, il punto più alto dell'Uganda

Lasciato il campo base il 15 giugno, la spedizione proseguì verso il passo Freshfield a 4326 m, al colmo dello spartiacque. Da qui discese sul lato ovest del monte Baker e preparò il campo 2 a 4045 metri. Dopo aver campeggiato a 4219 m sul versante ovest del monte Baker, il 17 giugno la spedizione salì al passo Scott Elliot a 4347 m, e continuò verso ovest raggiungendo il ghiacciaio sotto le cime meridionali del monte Stanley: qui posò il campo 4, altitudine 4516 m. La mattina dopo, in due cordate salì il ghiacciaio, su neve compatta, toccando alle 7 e mezza la cima Alexandra a 5091 metri. Ridiscesi alle 9, in nebbia fitta tra le due alte cime, gli esploratori attaccarono la parete più alta facendo gradini nel ghiaccio a colpi di piccozza, e raggiungendo così la vetta del monte Stanley, immersa nel sole, sotto di loro un mare di nebbia. Qui il duca degli Abruzzi sciolse al vento la piccola bandiera italiana donatagli dalla regina Margherita, in onore della quale battezzò la cima a 5109 metri. È la terza cima più alta dell'Africa.

#### Risultati scientifici
Dal 10 giugno al 16 luglio 1906 la spedizione rilevò una quantità di dati scientifici di molte discipline, salendo tutte le vette principali del Ruwenzori, ben 17 sopra i 4500 metri, e fornì un'eccellente cartografia in scala 1:40.000 del gruppo, ancora oggi utile. Le immagini della spedizione, tuttora di grande interesse alpinistico e scientifico sono conservate al Museo nazionale della Montagna del CAI di Torino. Un ricco testo scientifico fu pubblicato da Hoepli raccogliendo i dati della spedizione.